# Стейплз, Попс
Робак «Попс» Стейплз (англ. Roebuck «Pops» Staples; 28 декабря 1914, Уинона, Миссисипи, США  — 19 декабря 2000, Чикаго, Иллинойс, США) — американский госпел, R&B и блюзовый гитарист, вокалист и автор песен. Лауреат премии «Грэмми» в номинации «Лучший альбом современного блюза» (1995), номинант премии «Грэмми» в номинациях «Госпел или иная религиозная запись» (1961), «Лучший альбом современного блюза» (1992) . Номинант Blues Music Awards в номинации «Альбом соул-блюза» (1995). Член Зала славы блюза (2018) . Член Зала славы рок-н-ролла в составе своей группы The Staple Singers (1999) . Отец Мейвис Стейплз, певицы, многократного лауреата «Грэмми» и Blues Music Awards. Троюродный дед Опры Уинфри 

## Биография
Робак Стейплз родился неподалёку от Вайноны, Миссисипи младшим из четырнадцати детей в семье, рос на хлопковой плантации близ Дрю, Миссисипи. Своё имя Робак, как и его старший, предпоследний брат Сирс, получил от названия почтовой компании . В детстве слушал певцов госпел в церкви и пел религиозные песни дома с семьей и соседями .С ранних лет имел возможность слушать блюзменов той поры, включая таких звёзд раннего дельта-блюза как Роберт Джонсон, Сон Хаус и Чарли Паттон (который жил на соседней плантации Dockery Plantation). Вдохновлённый ими, а также такими блюзовыми исполнителями как Биг Билл Брунзи и Барбекью Боб, будучи подростком взял в руки гитару. Позднее, в Чикаго, его стиль претерпел изменения под влиянием Хаулина Вулфа и Мадди Уотерса. Хотя он восхищался блюзменами и в некоторой степени подражал им, Стейплз оставался в рамках госпел и разработал гитарный стиль для аккомпанемента религиозной музыке . К 16 годам Попс Стейплз уже немного зарабатывал на выступлениях на вечеринках.
После восьмого класса Стейплз бросил школу, начал петь в составе госпел-группы, затем женился и в 1935 году перебрался в Чикаго. Там он работал на скотобойне, строительно-монтажных работах и затем на сталелитейном заводе, одновременно будучи певцом госпел-группы Trumpet Jubilees. В 1948 году Робак Стейплз вместе со своей женой Оцеолой сформировали The Staple Singers, госпел-группу с участием троих детей Стейплзов и начали петь в местных церквях, причём это был один из немногих случаев, когда в церковь был допущен гитарист: гитара прочно ассоциировалась с блюзом, а блюз продолжал считаться греховной музыкой .
В 1950 году Стэплз купил свою первую электрогитару, усилитель и эффект тремоло, который и определил звучание его гитары. На протяжении всей своей карьеры Попс играл на разных гитарах, в основном Fender: Telecaster, Jazzmasters, Jaguar и Stratocaster, используя поначалу отдельный гаджет для тремоло, вероятно DeArmond 601 Tremolo . В начале 1950-х The Staple Singers записали на United Records (и позднее, в 1955 году на более крупной Vee-Jay Records) сингл с песнями «This May Be the Last Time» (кавер-версию которой записала впоследствии The Rolling Stones под названием «The Last Time») и «Uncloudy Day». В 1958 году группа записала LP A Gospel Program пополам с группой The Caravans, а в 1960 году выпустила полноценный альбом Uncloudy Day. Следующий альбом Swing Low в 1961 году был номинирован на премию «Грэмми» в номинации «Госпел или иная религиозная запись», после чего группа ушла с Vee-Jay Records на Riverside Records, где записала три альбома в 1962 и 1963 годах. В 1965 году группа перешла на Epic Records, где The Staple Singers разработали стиль госпел более доступный широкой аудитории и записали одну из знаковых песней протеста за гражданские права «Freedom Highway», вышедшей в одноимённом альбоме, записанном вживую в церкви. В 1968 году The Staple Singers перешли на Stax Records и несколько сменила свой стиль, двигаясь в направлении фанка и соула. Группа в целом сумела вписаться в «фолк»-музыкальную революцию 1960-х и часто пересекалась с Бобом Диланом, который был поклонником группы, на телешоу и фестивалях. The Staple Singers записали «Blowing in the Wind» для Riverside Records даже раньше, чем вышла собственная версия Дилана .
Первым хитом Staple Singers на Stax Records была песня «Heavy Makes You Happy (Sha-Na-Boom-Boom)» вышедшая в начале 1971 года и попавшая в Billboard and Cash Box чарт. Сингл конца 1971 года «Respect Yourself» добрался до второго места в чарте Billboard R&B и двенадцатого места в Billboard Hot 100. Оба хита были проданы тиражом более миллиона копий и каждый из них был награжден золотым диском Американской ассоциации звукозаписывающих компаний. 
Альбом 1971 года добрался до 117 места в Billboard 200 и 9 места в Top R&B/Hip-Hop Albums. 1972 год принёс ещё более впечатляющие результаты: песня «I'll Take You There» возглавила оба чарта, как Billboard Hot 100, так и  Hot R&B/Hip-Hop Songs. Альбом Be Altitude: Respect Yourself добрался до 19 места Billboard 200 и третьего в Top R&B/Hip-Hop Albums. 1973 год также был успешен: песня «If You’re Ready (Come Go with Me)» возглавила Hot R&B/Hip-Hop Songs и вошла в десятку Billboard Hot 100. Также успешны были альбомы 1973 и 1974 годов (в альбоме 1973 года Be What You Are сыграл в качестве гостя Джимми Пейдж, ещё один поклонник группы ), но 1975 год снова вознёс группу на вершину: песня «Let’s Do It Again», записанная на Curtom Records, куда группа ушла после банкротства Stax, снова возглавила и Billboard Hot 100 и Hot R&B/Hip-Hop Songs.
В дальнейшем группа регулярно записывалась до 1985 года, но такого колоссального успеха не добилась. В середине 1980-х группа фактически распалась: Мейвис Стейплз продолжила свою удачно складывающуюся сольную карьеру, и Попс Стейплз тоже начал работать сольно, гастролируя и выступая на различных блюзовых фестивалях. В 1990-е по просьбе Джона Ли Хукера с музыкантом подписала контракт Point Blank дочерняя компания Virgin Records, где Попс Стейплз записал два альбома. Второй из которых, записанный с участием Бонни Рэйтт Father Father, несмотря на то, сам музыкант упорно отрицал, что является исполнителем блюза (и по некоторым оценкам в отсутствие блюзовых мелодий в альбоме ), в 1995 году стал лауреатом Грэмми в категории «Лучший альбом современного блюза» и номинировался на Blues Music Awards в категории «Альбом соул-блюза».
В 1998 году получил награду National Heritage Fellowship, присуждаемую Национальным фондом искусств США, высшую награду, присуждаемую правительством США за заслуги в области народного искусства . Его гитарный стиль оказал влияние на Джона Фогерти, Бонни Рэйтт, Рэя Кудера и бесчисленное множество других музыкантов . Сыграл роли в фильмах Плутовство (1997) и Настоящие истории (1986).
Попс Стейплз умер 19 декабря 2000 году в результате сотрясения мозга, полученного в результате падения на пол дома. Незадолго до смерти он готовил материал для нового сольного альбома, который, будучи обработанным и с использованием наложений, вышел в 2015 году.
«Стейплз соединил религию прошлых времен и блюз с активистской приверженностью миру, равенству и братству и создал вдохновляющие „песни-послания“, которые вышли за рамки традиционных границ госпел-музыки» .
«Нет более узнаваемого звука в госпел-музыке, чем пронзительные гармонии Staples Singers, подкрепленные хриплым шёпотом и пульсирующей электрогитарой Робака Стэйплса» .
«Всякий раз, когда вы слышите гитару с элементами кантри-блюза, играемую через усилитель с тремоло, вы слышите звук, происходящий от певца/композитора/гитариста Попса Стейплза» .
«Обманчиво простой стиль игры на гитаре Попса Стейплза органично сочетает в себе переборы с басовыми партиями и избранными мелодическими нотами, и все это с насыщенным ритмом» 
Не признавая себя блюзовым музыкантом, сам Стейплз говорил: «Это просто мой способ игры. Я не могу от этого уйти — в нём будет немного блюза» .

## Дискография (сольная)
- 1992 – Peace to the Neighborhood
- 1994 – Father Father
- 2015 – Don't Lose This